# Rejon nowoazowski
Rejon nowoazowski – jednostka administracyjna wchodząca w skład obwodu donieckiego Ukrainy.
Rejon ma powierzchnię 1000 km² i liczy około 39 tysięcy mieszkańców. Siedzibą władz rejonu jest Nowoazowsk.
Na terenie rejonu znajdują się 1 miejska rada, 1 osiedlowa rada i 9 silskich rad, obejmujących w sumie 50 wsi i 2 osady.